# Encunyació

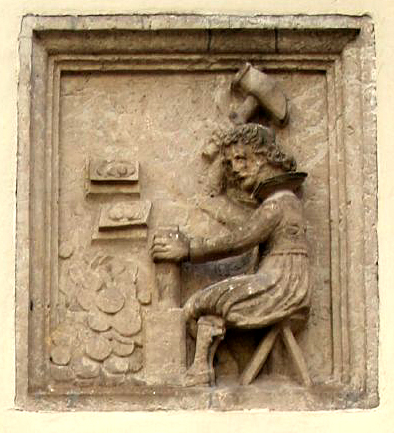
Baix relleu a Rostock (Alemanya) que representa l'encunyació a martell o de pic

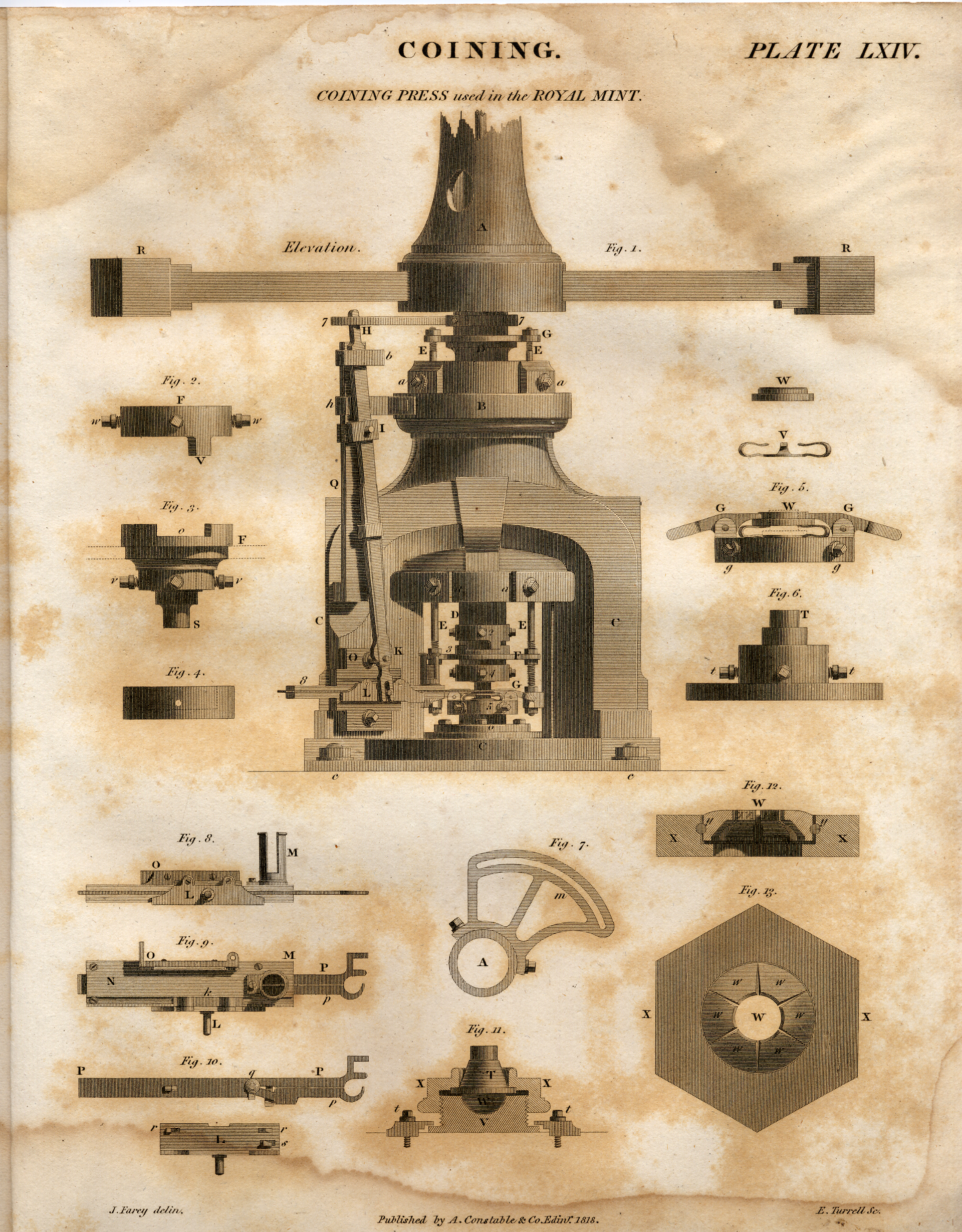
Premsa d'encunyar del 1818 a la Seca Reial del Regne Unit

L'encunyació és l'operació d'imprimir i segellar una peça de metall per convertir-la en moneda. L' encuny és el motlle de metall amb el motiu que s'ha encunyar. La mateixa tècnica s'utilitza per fer medalles sense curs legal. El taller d'encunyació es diu seca o casa de moneda: la seca de Barcelona data de 1208, la de València de mitjan segle xiii, la de Mallorca de 1300 i la de Perpinyà el 1346

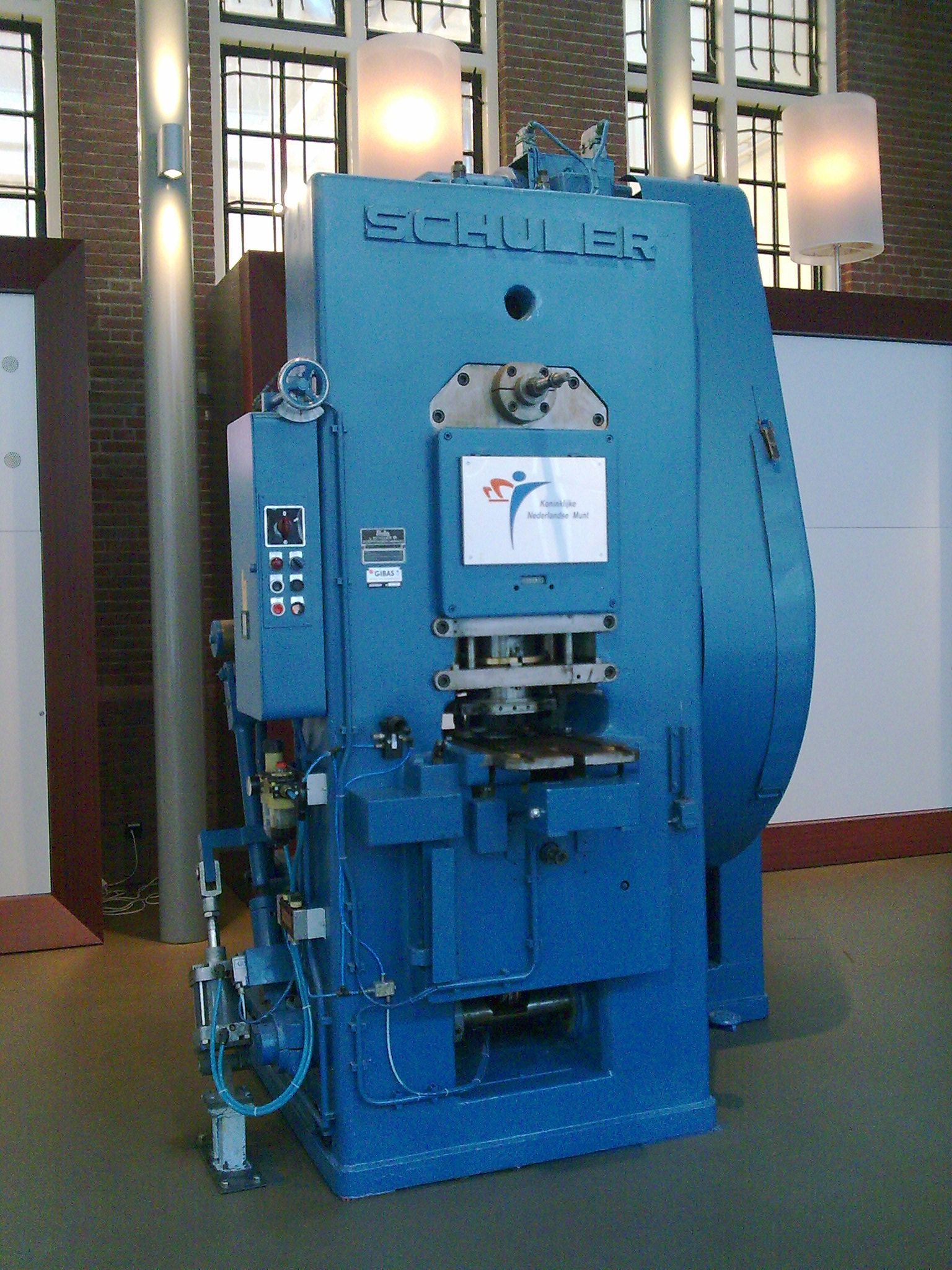
Premsa d'encunyació moderna a la Seca Reial dels Països Baixos a Utrecht

Les primeres monedes es van fer en fondre metals en un motlle. Des de l'època grega al Segle VI aC l'encunyació a martell o de pic es feia a l'estat sòlid. Primer es fonia el metal o l'aliatge en motlles anomenats «pedres rielleres» per fer barres anomenats «riells». Després els moneders tallaven els riells en discs o «cospells». Un per ú es posava aleshores un cospell o flan entre la pila (l'encuny fix) i el trossell (l'encuny mòbil) que es martellejava per gravar el motiu simultaneament a l'anvers i el revers. Els encunys amb l'ús es feien malbé o es trencaven, calia substituir-les sovint. Com aquests matrius es feien manualment, no es podien evitar petites diferències entre les sèries de la mateixa moneda.
A partir del segle xvi s'introdueix la tècnica de l'encunyació per laminació, en que una làmina de metall passa entre dos cilindres gravats amb les cares de les monedes. Després de la impressió encar s'havia de retallar. Els laminadors eren accionats per força hidràulica o animal. Des de 1850 van aparèixer les premses mecàniques. Les premses modernes continuen segons aquest principi.
L'encunyació del cantell era de gran importància, sobretot quan les monedes són de metall noble. Les monedes antigues portaven l'encuny per ambdues cares, amb el qual el sobirà o l'autoritat garantia el pes de la moneda, però quedaven unes vores més o menys grans i irregulars. Una manera de robatori era retallar moneda, i revendre les escorialles de metal noble o utilitzar-les per altres usos. En acordonar el cartell, amb llinies senzills o amb motius o texts més complicats, es dificultava aquesta manera de robar.